# Мот дъ Хупъл
„Мот дъ Хупъл“ (на английски: Mott the Hoople) е английска глем рок група, съществувала от 1969 до 1978 година.
Образувана е в края на 1960-те години в Херефордшър. Придобива популярност на английската глем рок сцена. Сътрудничи си с Дейвид Боуи, който е автор на най-известната им песен „All the Young Dudes“ (1972). От средата на 1970-те години групата често променя състава си, а през 1978 година прекратява своето съществуването.